# Lansquenet
Lansquenet (en alemany Landsknecht, servidor del país (de Land, terra o país i Knecht, servidor), és el nom amb què es designaven alguns mercenaris alemanys que van operar entre el segle xv i el segle xvii.
Els lansquenets pertanyien a una classe de soldats d'infanteria que al començament no eren més que uns serfs que feien la guerra en qualitat de peons, i servien als cavallers de palafreners, sense dur més armes que una pica. Més tard van formar unitats independents de piquers, que es distingien per dur vistosos uniformes i que van arribar a constituir la base de la infanteria alemanya de l'època del Renaixement. La infanteria dels lansquenets va lluitar també per la corona d'Espanya al costat dels terços espanyols, a Flandes mentre regnava la casa d'Àustria.
L'origen del terme prové de Land (terra, país) i Knecht (serf), originàriament encunyat per Pere d'Hagenbach per a designar als soldats d'infanteria mercenaris suaus del Sacre Imperi Romanogermànic. Vindrien a ser com gent del camp en contraposició a la gent de la muntanya, és a dir els mercenaris suïssos. Ja a principis del segle xvi el terme va acabar derivant en Lanzknecht a causa de l'associació del terme amb la paraula Lanze (llança), que era la seua principal arma.